# Buster Williams
Charles Anthony Williams, né le 17 avril 1942 à Camden dans le New Jersey, est un contrebassiste américain.
Buster Williams a commencé sa carrière à Philadelphie avec Jimmy Heath puis a joué et enregistré avec le quintet de Gene Ammons et Sonny Stitt (1960-61). Il a joué ensuite à Los Angeles pour Betty Carter, Sarah Vaughan et Nancy Wilson (jusqu'à la fin des années 1960) enregistrant avec Vaughan et Wilson et aussi avec The Jazz Crusaders et le quintet de Bobby Hutcherson et Harold Land tout en travaillant avec Miles Davis.
En 1969, Williams a déménagé à New York pour rejoindre le Mwandishi Sextet de Herbie Hancock pendant trois ans, à la contrebasse acoustique électrique. Il a joué également avec Mary Lou Williams (1973-75) et le quartet de Ron Carter (1977-78). Depuis les années 1980, Williams a participé à de nombreux enregistrements mais les opportunités d'enregistrement comme leader ont été rares.
Williams a joué aussi avec Chet Baker, Kenny Barron, Larry Coryell, Stanley Cowell, Gil Evans, Frank Foster, Dexter Gordon, Joe Farrell, Shirley Horn, Illinois Jacquet, Rahsaan Roland Kirk, Harold Mabern, Branford Marsalis, Carmen McRae, Frank Morgan, Hilton Ruiz, Woody Shaw, Benny Green, Steve Turre, McCoy Tyner et le Mel Lewis Jazz Orchestra.

## Discographie sélective

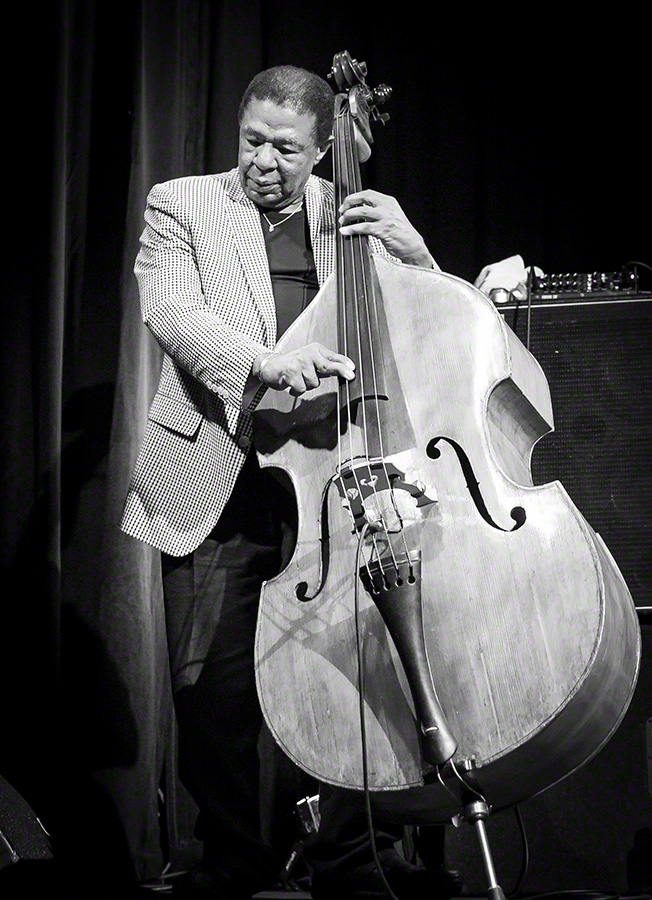
Buster Williams, Oslo Jazzfestival 2016

### Comme leader
- Pinnacle (1975)
- Crystal Reflections (1976)
- Tokudo (1978)
- Heartbeat (1978)
- Dreams Come True (1978)
- Something More (1989)
- Lost in a Memory (1999)
- Houdini (2001)
- Griot Liberte (2004)

### Comme sideman
- Compact Jazz: Sarah Vaughan (1957)
- Boss Tenors: Gene Ammons avec Sonny Stitt (1961)
- Way Back Home - The Crusaders (1961)
- Miles Davis Quintet (1965)
- Jazz Profile - McCoy Tyner (1967)
- Sorcerer - Miles Davis (1967)
- Lush Life - Nancy Wilson (1968)
- Art of the Ballad - Dexter Gordon (1969)
- Fat Albert Rotunda - Herbie Hancock (1969)
- Frank Foster - Frank Foster (1969)
- Mwandishi - Herbie Hancock (1969)
- Prisoner - Herbie Hancock (1969)
- Asante - McCoy Tyner (1970)
- Betty Carter, Vols. 1 & 2 - Betty Carter (1971)
- Ms. Magic - Carmen McRae (1971)
- Outback - Joe Farrell (1971)
- Sama Layuca - McCoy Tyner (1974)
- Herbie Hancock [Blue Note] - Herbie Hancock (1975)
- Piano Man - Hilton Ruiz (1975)
- Return of the 5000 Lb. Man - Rahsaan Roland Kirk (1975)
- V.S.O.P. - Herbie Hancock Quintet (1977)
- Innocence - Kenny Barron (1978)
- Lazy Afternoon - Shirley Horn (1978)
- Woody Shaw III - Woody Shaw (1978)
- Ballads for Two - Chet Baker avec W. Lackerschmid (1979)
- Four in One - Sphere (1982)
- Renaissance - Brandord Marsalis (1986)
- Green Chimneys - Kenny Barron (1987)
- Toku Do - Larry Coryell (1987)
- ‘’In this direction’’ - Benny Green (1990)
- Right There - Steve Turre (1991)
- Lunar Eclypse - Gil Evans (2000)
- Pick 'Em/Super Strings - Ron Carter (2001)

## Sources
- (en) All Music
- (en) BW web site